# Théophile Thoré-Burger
Théophile Thoré, dit William Bürger, puis Théophile Thoré-Bürger, né le 23 juin 1807 à La Flèche et mort le 30 avril 1869 à Paris 11e, est un journaliste et critique d'art français, surtout connu pour sa redécouverte de Vermeer.

## Biographie

### Jeunesse
Après avoir effectué ses études au Prytanée militaire de sa ville natale, Thoré est monté à Paris, où il s’est fait recevoir avocat. Ayant pris part à la révolution de 1830, il a été nommé substitut à La Flèche. Ayant rapidement constaté que le nouveau gouvernement de Louis-Philippe, qui prétendait être « la meilleure des républiques », n’était en aucune façon démocratique, il a conservé très peu de temps ses fonctions de justice, pour lesquelles sa nature généreuse et enthousiaste n’était pas faite.

### Journaliste libéral
De retour à Paris, il s’est jeté avec ardeur dans la politique et a collaboré de la façon la plus active à presque toutes les publications libérales de l’époque, à la Revue républicaine, au Journal du peuple d’Henri Rochefort, à l’Encyclopédie populaire, à la Revue sociale. Il a été, avec Raspail, au Réformateur, avec Louis Blanc, à la Revue du Progrès, avec Ferdinand Flocon, à la Réforme ; avec Pierre Leroux et George Sand, à la Revue indépendante. Il a été rédacteur du Siècle à l’époque de sa fondation.
Voulant créer son propre journal, il a publié le prospectus d’un organe nouveau, la Démocratie, et une énergique brochure, la Vérité sur le parti démocratique (1840). Ces deux publications lui ont valu une double condamnation et une année entière passée à la prison Sainte-Pélagie. Pendant son incarcération, il a connu Lamennais, avec lequel il s’est lié d’une étroite amitié. Il a aussi fait la connaissance de Béranger, qu’il a séduit par la droiture de son caractère et la générosité de son esprit. En 1845, il a publié une nouvelle brochure, la Recherche de la liberté.

### Militant républicain
Thoré a été l’un des promoteurs les plus actifs de la révolution de 1848. Ayant pris part à toutes les délibérations qui ont abouti à l’organisation du gouvernement provisoire de 1848, il a fait preuve du plus rare désintéressement. Lamartine insistant pour que, à défaut de fonctions politiques, il consente à se charger de la direction des Beaux-arts, il a demandé et obtenu que cet emploi soit confié à l’artiste distingué, Philippe-Auguste Jeanron. Quant à lui, il a cru ne pouvoir mieux servir la république qu’en continuant à écrire.
Le 26 mars 1848, il a créé le quotidien à un sou La Vraie République, où il a eu pour collaborateurs George Sand, Pierre Leroux et Armand Barbès, et où il a eu bientôt l’occasion de signaler et de flétrir les revirements et les menées réactionnaires de certains hommes politiques. La Vraie république a rapidement été interdite par Cavaignac,, le 13 juin. Dix jours auparavant, il avait brigué, comme citoyen, le mandat de représentant de Paris à la l’Assemblée constituante, en concurrence avec le prince Louis Bonaparte, et n’avait été distancé par celui-ci que de quelques centaines de voix.
Un an plus tard, le 9 mars 1849, il a fondé, à Paris, le Journal de la vraie république, avec cette épigraphe : « Sans la révolution sociale, il n’y a point de vraie république », et dont l’existence sera encore plus courte que celle de son prédécesseur.
Le 15 mai suivant, il a été l’un des chefs du mouvement populaire qui a envahi l’Assemblée et l’Hôtel de ville. Cette tentative n’ayant pas abouti, il a été traqué, le bureau de son journal et son appartement particulier ont été saccagés, mais il réussit à s’échapper en demeurant caché pendant plusieurs semaines chez une famille dévouée et en prenant ensuite le chemin de l’exil. La haute cour martiale convoquée à Bourges lui reprochant son implication dans le soulèvement des Parisiens, l’a condamné à mort par contumace, et il dû s’exiler à Bruxelles, où il a pris le nom de plume de William Bürger, nom signifiant « citoyen » en hollandais, et sous lequel il a particulièrement été connu, tant en France qu’à l’étranger.
Exilé de 1849 à 1860, compris dans l'amnistie du 15 aout 1859, il alors est rentré en France, où il s’est entièrement abstenu de se mêler de politique, pour se consacrer exclusivement à sa carrière de critique, entamée dans les années 1830, et devenir un critique de premier plan. Il a néanmoins conservé jusqu’à la fin toute sa fierté et toute sa fermeté républicaines, et gardé de ses luttes avec les intrigants et les fourbes qui ont sabordé la république de 1848 une sorte de misanthropie politique même s’il souffrait des souffrances du peuple et s’irritait des injustices sociales. Il a consumé sa vie dans le travail et fait preuve en toute occasion d’un désintéressement stoïque. Émile de Girardin, pourtant très éloigné de ses idées, a dit de lui : « Je ne connais guère en France que deux hommes qui soient restés incorruptibles : Proudhon et Thoré. »
Il a vécu plus de dix ans avec Apolline Lacroix (en), l'épouse de son collaborateur Paul Lacroix, conservateur de la bibliothèque de l'Arsenal. À la mort de Thoré-Burger, elle hérite de sa collection d'art, dont la plupart sera revendue,,.

## Œuvre et pensée

### Critique d’art

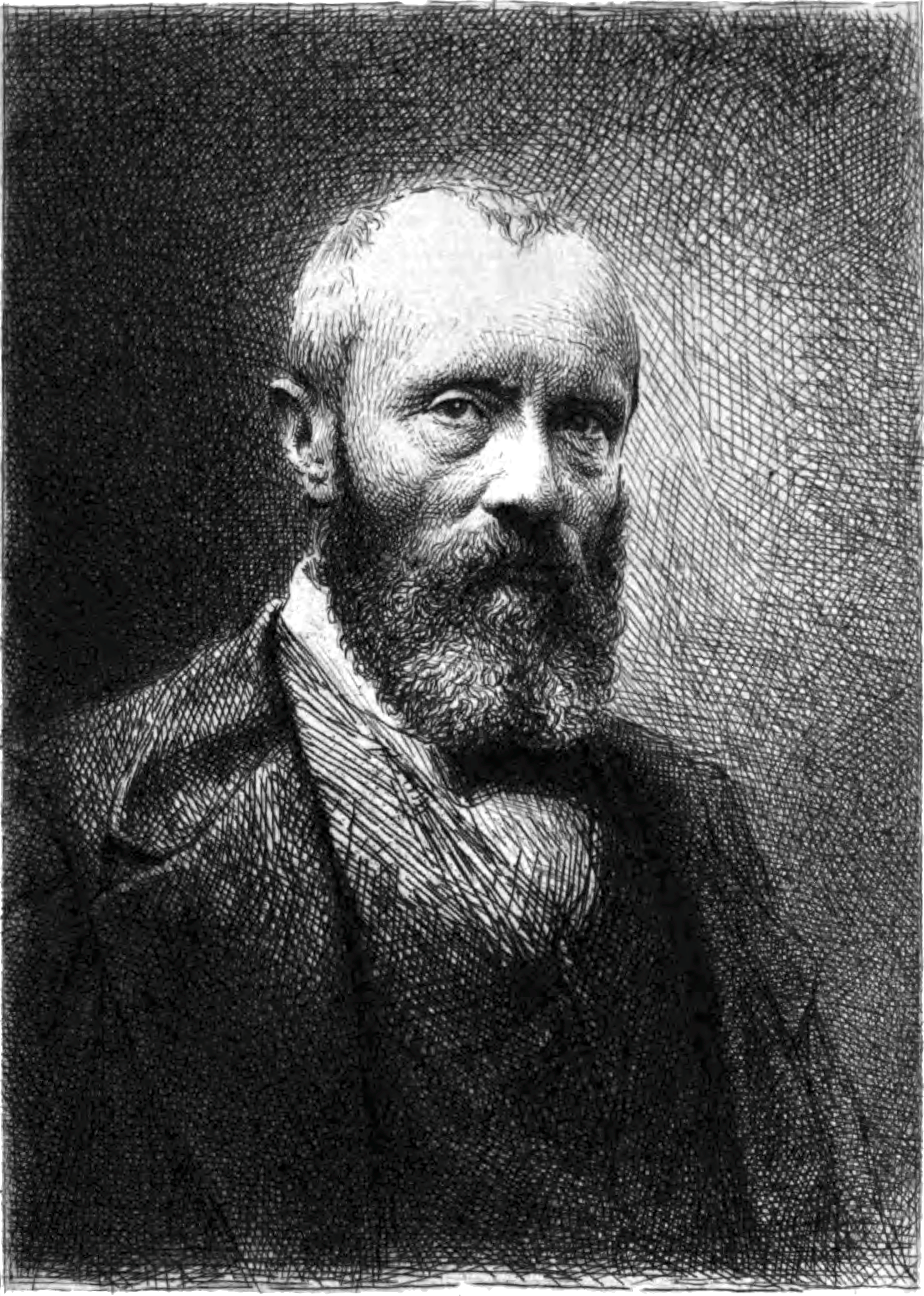
Lithographie de Thoré-Burger par Léopold Flameng.

Ses travaux purement littéraires ont beaucoup plus compté pour sa postérité que ses efforts impuissants pour hâter une révolution sociale. « Thoré a été le critique d’art le plus profond de son époque. » Ayant commencé, dès 1832, à rendre compte des expositions il a publié, en 1836, un curieux ouvrage intitulé Dictionnaire de phrénologie et de physiognomonie à l’usage des artistes.
Thoré s’est rangé sans hésiter du côté des romantiques, partisans d’un art original et vibrant premiers, dans les luttes qui les mettaient alors aux prises avec les classiques, défenseurs acharnés des routines et des traditions. Il a ainsi été l’ami, le confident et presque le collaborateur de nombreux artistes de son temps, comme Eugène Delacroix, Ary Scheffer, Alexandre Decamps, Diaz, David d’Angers, et Théodore Rousseau, son colocataire pendant plusieurs années.
Les articles qu’il a rédigés sur l’art avant 1848 ont paru dans le Siècle, dans l’Artiste, dans le Réformateur, dans le Journal du peuple, dans la Revue de Paris, dans le Constitutionnel. Quatre de ses Salons ont été publiés en brochures : le Salon de 1844, précédé d’une lettre à Théodore Rousseau (avec une eau-forte de Jacque) ; le Salon de 1845, précédé d’une lettre à Béranger ; le Salon de 1848, précédé d’une lettre à George Sand ; le Salon de 1847, précédé d’une lettre à Firmin Barrion. Il en a publié une nouvelle édition, comprenant ces quatre Salons et quelques pages sur le Salon de 1848, en 1888, sous ce titre : les Salons de T. Thoré avec une préface par W. Bürger. 
Il a publié, depuis 1857, de nombreux et remarquables écrits tant sur l’art ancien que sur l’art contemporain. S’étant fait, durant son exil, une étude toute particulière des maitres flamands et hollandais, ses jugements sur ces deux écoles font autorité. Il avait entrepris, vers la fin de sa vie, les Salons de W. Bürger, avec une préface de T. Thoré. Cet ouvrage, formant deux volumes, a paru en 1870 ; la préface en a été écrite par son élève Marius Chaumelin, qui est également le légataire de ses manuscrits. Parmi ces manuscrits se trouve une œuvre considérable, mais inachevée : Rembrandt, l’homme et l’œuvre, dont la publication, plusieurs fois annoncée et impatiemment attendue par le monde artistique, parait n’avoir jamais eu lieu,.

### Redécouvreur de Vermeer
Défendant le réalisme en peinture, illustré par Jean-François Millet et Gustave Courbet, il a fait, dans une série de trois articles publiés en 1866 dans la Gazette des beaux-arts, le récit de sa redécouverte de Vermeer, qu'il nomme initialement « Van der Meer de Delft », nom qui sera en usage jusqu'à la fin du XIXe siècle. C’est en visitant le musée de La Haye en 1842 qu’il découvre la Vue de Delft, avec le nom de Vermeer figurant dans le catalogue, nom qui lui est inconnu. Dans les années suivantes, avant son exil, il découvre dans une collection particulière deux autres tableaux signés du peintre : Une servante qui verse du lait et Façade d’une maison hollandaise.
Pendant ses années d’exil, il se lance dans une enquête à la recherche des œuvres de Vermeer, parfois connues mais attribuées à d’autres peintres, tels que Pieter de Hooch. Dans son enthousiasme, il en a reconnu 70, alors que les procédés d’analyse moderne n’ont authentifié in fine qu’une quarantaine de Vermeer authentiques. Il a néanmoins identifié plus des deux tiers des toiles aujourd’hui attribuées à Vermeer.

### Théorie esthétique
Possédant au plus haut degré la passion du beau et du vrai, ayant une profonde intelligence des besoins et des aspirations modernes, il n’a cessé d’être l’apôtre ardent, convaincu, de la régénération de l’art par le sentiment humain, par l’amour de la nature. Il exhorta les jeunes artistes à briser les formules étroites, surannées, où se cantonne aveuglement l’enseignement officiel ; il cribla de ses sarcasmes les poncifs académiques, proteste sans relâche contre la reproduction servile des types, des symboles devenus inintelligibles, et réclama avec éloquence des œuvres conformes au gout moderne. Ennemi de la théorie égoïste de l’art pour l’art, il voulait l’art pour l’homme ; c’est-à-dire qu’au lieu d’être seulement une distraction de raffinés et d’érudits, une sorte de curiosité aristocratique, comme il l’a toujours été depuis la Renaissance, l’art devint une monnaie courante pour l’échange et la transmission des sentiments, une langue usuelle à la portée de tous. Il sentait qu’à une société nouvelle il fallait nécessairement un art nouveau ; que l’humanité, dégagée des préjugés philosophiques, religieux, politiques, littéraires, qui 'avaient si longtemps enlacée et paralysée, éprouvait le besoin de secouer aussi le joug des préjugés artistiques ; et, selon lui, la révolution à faire ne concernait pas seulement la forme, le style, la manière, l’expression, mais plus directement encore la pensée et le sujet même des arts.
Cependant, en demandant ainsi à l’art de marcher et de se métamorphoser en même temps que la société, ne signifiait pas pour autant entrer dans telle ou telle école littéraire, philosophique ou politique. Conscient que l’artiste véritable est essentiellement naïf, spontané, indépendant, il répugnait aux systèmes préconisés, aux théories toutes faites et aux pures spéculations. Si l’on a pu reprocher à Thoré d’avoir eu des préférences exclusives pour certains groupes d’artistes, il aimait, en réalité, tout en général, mais abhorrait les vieilles routines. Ceci explique sa sévérité envers la profusion de couleur des ultra-romantiques, la raideur compassée des préraphaélites, les trivialités d’un certain réalisme, les créations subtiles des abstracteurs d’idéal, les négligences et les niaiseries des peintres de chic et pour les restitutions minutieuses, pédantes, des peintres archéologues. Adepte du parler vrai, il croyait être plus utile aux artistes en leur disant toujours la vérité.

### Émule de Diderot

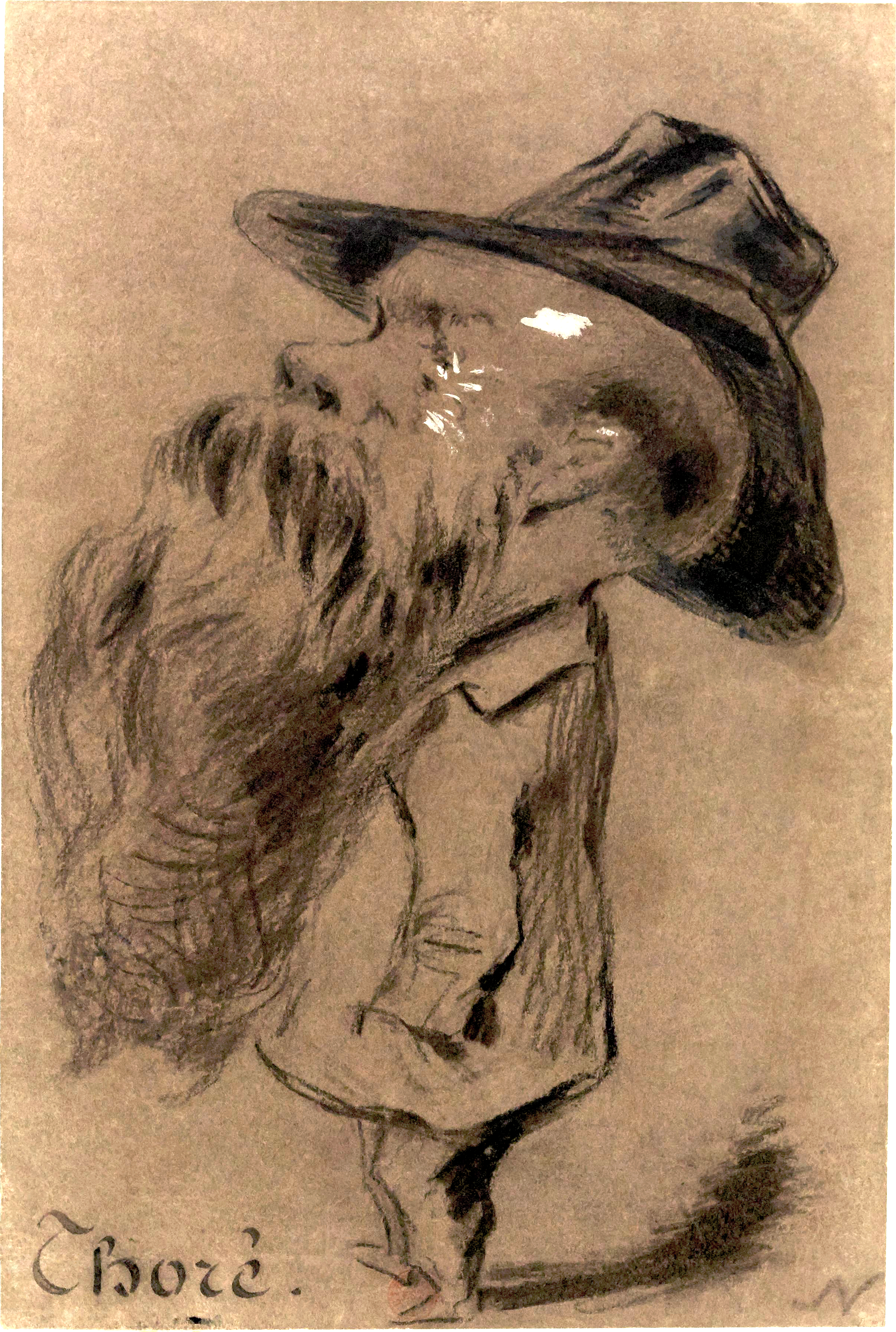
Caricature de Thoré-Burger par Nadar.

S’il lui est arrivé de traiter un peu rudement certaines réputations, on n’a jamais pu lui reprocher de n’être pas sincère, loyal et parfaitement désintéressé. L’historien Henri Martin a dit de lui, dans un éloquent discours prononcé sur sa tombe, qu’il a été un des très rares écrivains à posséder le secret de la critique vivante dans les beaux-arts, de la critique qui ne dissèque ni ne décompose, mais qui s’identifie avec les œuvres qu’elle interprète et en manifeste pour ainsi dire l’Âme : « On peut dire que Thoré ressaisit, pour écrire ses Salons, ses notices, ses articles de revue, la plume de Diderot, avec qui il avait tant d’affinité morale, mais en ajoutant à la critique du dix-huitième siècle ce que lui découvraient les horizons plus larges du dix-neuvième. »
Ce n’est pas la première fois que Thoré a été comparé à Diderot. Ainsi, Marius Chaumelin a écrit : « Il est impossible de ne pas être frappé des analogies qui existent entre les deux critiques : même verve, même sève, même humour ; même délicatesse de goût et même originalité de vues ; même fantaisie et même profondeur ; même sensibilité et même fougue ; mêmes attendrissements à l’endroit de l’humanité et mêmes indignations contre tout ce qui est injuste, tyrannique, hautain ou rampant. Il n’est pas jusqu’au style de l’un qui ne se rapproche du style de l’autre par la netteté, a vigueur, la rapidité, les saillies imprévues et les éclats soudains, la franchise et le sans façon. Ce sans façon, Thoré l’a poussé parfois un peu loin, surtout dans ses derniers écrits, où, pour me servir d’une allusion littéraire dont il n’eût pas manqué de rire, il ne sacrifiait pas suffisamment aux Grâces. Il avait une horreur insurmontable pour les anas, les mots consacrés, les citations ressassées, les périodes ronflantes, les métaphores surannées et tout ce qui sent la rhétorique. Il voulait que l’écrivain fût naturel et simple dans sa manière d’écrire comme l’artiste dans sa manière de peindre. Dans son amour extrême de la concision, il eût volontiers admis une sorte de style télégraphique, ne conservant du langage que les mots sous lesquels peuvent se placer des idées. Aussi n’avait-il rien de commun avec les critiques qui dissimulent la pauvreté de leurs connaissances en art sous les brillants pompons de leurs phrases. Il ne croyait pas qu’il fût bon de faire de la poésie descriptive à propos d’un tableau, de se substituer au peintre et de refaire au besoin, avec des mois, une peinture manquée… Il lui suffisait de quelques phrases courtes et rapides pour apprécier un tableau, pour en indiquer le sujet, pour en fixer les traits saillants, pour en faire ressortir les qualités ou les défauts. Ses descriptions n’étaient que des esquisses, mais des esquisses de maitre, lumineuses et mouvementées. S’il dédaignait les fioritures et les orfèvreries du style, il n’en avait pas moins l’âme, la sensibilité, la chaleur, l’enthousiasme du poète…:195 »
Décrit au physique par Théodore de Banville, dans ses Odes funambulesques comme « Thoré, cet homme si barbu / Qu’un barbier ne pourrait, sans devenir fourbu, / En quatre ans lui faire la barbe ! » (1857), il a également écrit en collaboration avec son ami Félix Delhasse, sous le pseudonyme collectif de « Jacques Van Damme ».

## Publications
- Dictionnaire de phrénologie et de physiognomonie, à l'usage des artistes, des gens du monde, des instituteurs, des pères de famille, des jurés, etc., Paris, 1836, lire en ligne sur Gallica.
- La Vérité sur le parti démocratique, 1840, 47 p. ; in-8°, lire en ligne sur Gallica.
- Catalogue de dessins des grands maîtres, provenant du cabinet de M. Villenave, 1842.
- Le Salon de 1844, précédé d'une lettre à Théodore Rousseau, 1844.
- Dessins de maîtres, Collection de feu M. Delbecq, de Gand, 1845, lire en ligne sur Gallica.
- Catalogue des estampes anciennes formant la collection de feu M. Delbecq, de Gand, 1845, lire en ligne sur Gallica.
- La Recherche de la liberté, 1845.
- Le Salon de 1845, précédé d'une lettre à Béranger, 1845, xxiii-167 p., 1 vol. ; in-8°, lire en ligne sur Gallica.
- Le Salon de 1846, précédé d'une Lettre à George Sand, Paris, 1846, xi-218 p. ; in-18, lire en ligne sur Gallica.
- Le Salon de 1847, précédé d'une Lettre à Firmin Barrion, 1847, xxix-204 p. ; in-18, lire en ligne sur Gallica.
- Mémoires de Caussidière, ex-préfet de police et représentant du peuple, avec Marc Caussidière, 2 vol., 1849, lire en ligne sur Gallica, lire en ligne sur Gallica.
- La Restauration de l'autorité, ou l'Opération césarienne, 1852.
- Dans les bois, 1856.
- En Ardenne, par quatre Bohémiens. Namur, Dinant, Han, Saint-Hubert, Houffalize, La Roche, Durbuy, Nandrin, Comblain, Esneux, Tilf, Spa, en collaboration, 1856.
- Trésors d'art exposés à Manchester en 1857 et provenant des collections royales, des collections publiques et des collections particulières de la Grande-Bretagne, 1857.
- Çà & là, 1858.
- Amsterdam et La Haye. Études sur l'école hollandaise, 1858.
- Musées de la Hollande, Paris, Jules Renouard, 1858-1860, xvii-332, xv-367, 2 vol. ; in-18, Amsterdam et La Haye, études sur l’école hollandaise sur Gallica, Musée Van der Hoop, à Amsterdam sur Gallica.
- Études sur les peintres hollandais et flamands : Galerie d’Arenberg, à Bruxelles avec le catalogue complet de la collection, Paris, Jules Renouard, 1859, 185-v, in-8° (lire en ligne).
- Galerie Suermondt à Aix-la-Chapelle, Paris, Vve J. Renouard, 1860, viii-198 (lire en ligne).
- Musée d’Anvers, Bruxelles, C. Muquardt, 1862, 202 p., in-8° (lire en ligne).
- Trésors d’art en Angleterre, Paris, 1865, 3e éd. (1re éd. 1862), viii-481, 1 vol. in-18 (lire en ligne).
- Van der Meer (Ver Meer) de Delft, Paris, La Gazette des beaux-arts, 1866 (lire en ligne).
- Les Salons : études de critique et d’esthétique, avant-propos par Émile Leclercq, Bruxelles, H. Lamertin, 1893, 3 vol. ; 19 cm, xvi-568, 440, 541 p.
- Paul Cottin (dir.), Thoré-Bürger peint par lui-même : lettres et notes intimes, Paris, 1900, 229 p. (lire en ligne).
- Par monts et par bois : la forêt de Fontainebleau de Théophile Thoré, Paris, TriArtis, 2012, 37 p., 1 vol. : ill., couv. ill. ; 20 cm (ISBN 978-2-916724-36-2, OCLC 793489208, lire en ligne)Textes parus en feuilletons dans "Le Constitutionnel" en novembre 1847.